# Народна Воля (газета, США)

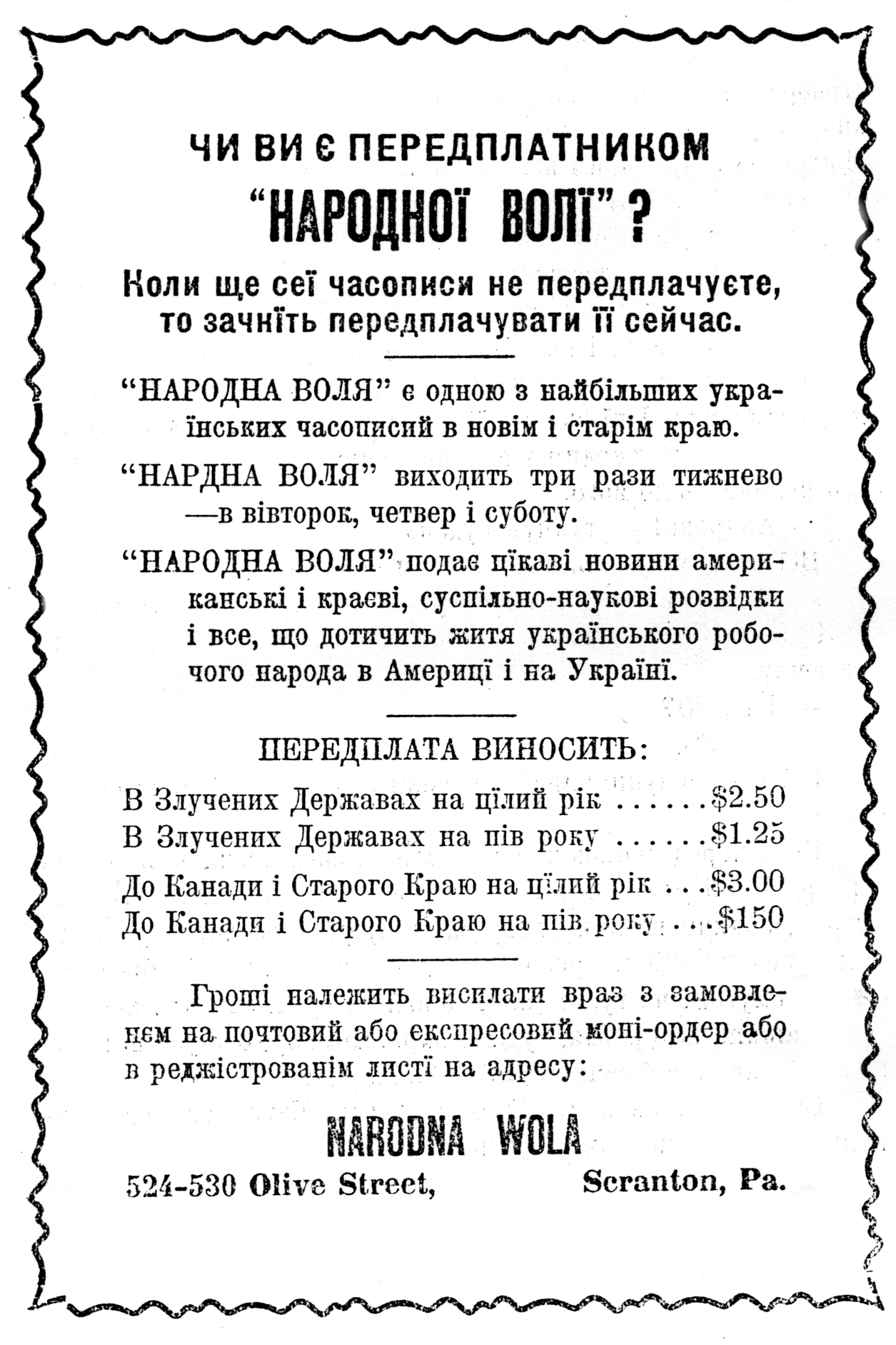
Реклама на передплату газети «Народна Воля» 1916 р.

«Народна Воля» — газета, заснована Українською забезпеченево-допомоговою організацією в США (зараз Український братський союз (УБС)) в 1911 році. Виходила до 2009 року.
Повідомлення про вихід першого номера газети було зроблене 1 червня 1911 в «Шершні», що замість нього буде «Народна Воля» під редакцією Євгена Гвоздика. Перший номер вийшов 15 червня в Олифанті, що біля Скрентона, а 1 червня 1913 редакція переїхала до Скрентона і більше не змінювала адреси. «Народна Воля» у серпні 1914 — січні 1915 виходила два рази на тиждень, а з 1 липня 1916 декілька років виходила тричі на тиждень. Видання потерпало від браку коштів, і тільки завдяки підтримці УБС газета жила та служила українській спільноті за океаном. Свою місію тижневик виконував до кінця свого існування.

Напрям «Народної Волі» схвалено вже на першій Конвенції УБС у Гаррісбурзі в 1911. У першому числі «Народної Волі» з 15 червня 1911: 
|  | Часопись має мати на увазі добро народу та організації, не має пропагувати ані поборювати ніякої віроісповідної секти, має ширити українську національну ідею під кличем рівність, єдність, братерство. |

Ідейне спрямування газети, що визначалося на Головних Конвенціях УБС, ніколи не змінювало раз визначеного ідейного напрямку, могло тільки деталізуватися в залежності від впливу групи членів братства. Головним у «Народної Волі» була незмінна ідея служби українській національній і робітничій справі.
Для популяризації газети серед англомовних членів УБС 1 червня 1933 була постійно введена сторінка англійською мовою (окремі сторінки друкувалися з 1928). Вона називалась «Our American Page», а її першим редактором була Марія Струтинська-Ґамбаль. Пізніше англомовні сторінки міняли свої назви.
«Народна Воля» з ентузіазмом зустріла проголошення незалежності та самостійності вільної Української Держави в 1991. Наприкінці XX — початку XXI ст. видавництво української преси в Америці стало проблемним через фінансові труднощі, бо зменшується покоління післявоєнної еміграції, яке було основним читачем. Через це видавець тижневика «Народна Воля» (Братський Союз), через свої фінансові проблеми, не зміг дотувати газету і вирішив наприкінці 2006 року закрити її. Проти закриття газети стали протестували українські інтелігенти та деякі члени УБС та інші. Проте вони змогли добитися тільки того, що газета стала виходити раз у місяць. Редактор Микола Дупляк, який тривалий час редагував газету, відмовився видавати місячник, тож новим редактором «Народної Волі» став Роман Лужецький.
Тижневик «Народна Воля» друкувався за Харківським правописом і не перейшов на Київський правопис навіть з приїздом до Америки нової хвилі емігрантів з вільної України.
За часи існування тижневика «Народна Воля», його головними редакторами були: Євген Гвоздик, Іван Ардан, Мирослав Стечишин, Дем'ян Бориско, Микола Репен, Ярослав Чиж, Микола Цеглинський, д-р Володимир Левицький, Володимир Лотоцький, Дмитро Корбутяк, д-р Матвій Стахів, д-р Василь Вергун, Іван Смолій, д-р Роман Ричок, Віктор Поліщук, Микола Дупляк.